# Mobile Fahndungseinheit
Mobile Fahndungseinheiten (MFE) sind in Deutschland die operativen Komponenten der Bundespolizeiinspektionen Kriminalitätsbekämpfung (BPOLI KB).
Die Polizisten in dieser Einheit arbeiten grundsätzlich verdeckt. Sie observieren Personen sowie Objekte (Häuser, Wohnungen usw.) und führen alle sonstigen operativen Aufträge der BPOLI KB aus, u. a. auch verdeckte technische Überwachungen. Hierfür stehen ihnen auch zum Teil über die normale Ausstattung einer Bundespolizeidienststelle hinausgehende technische Hilfsmittel zur Verfügung. Mobile Fahndungseinheiten führen auch Festnahmen von Personen durch. Der geplante Zugriff durch eine MFE erfolgt für den Festzunehmenden überraschend aus seiner Bewegung, also meist aus einer mobilen Lage (fahrender/laufender Täter). Zu ihren Aufgaben gehören ferner verdeckte Fahndungen mit der Zielrichtung der Vollstreckung von Haftbefehlen sowie die Vorbereitung für den Zeugenschutz.
MFEen gehören zu den spezialisierten Kräften der Bundespolizei. Das heißt, die Beamten bekommen für ihre Tätigkeit eine Erschwerniszulage gemäß § 22 EZulV.
Für ihre Tätigkeit werden die Beamten der MFE sowohl bei einigen der Aus- und Fortbildungszentren der Bundespolizei, als auch bei anderen Behörden, zu deren Aufgaben verdeckte operative Maßnahmen gehören, aus- und fortgebildet.
Die offizielle Abkürzung nach der Vorschrift BRAS 009 ist: BPOLMFE.